# Eleccions legislatives sueques de 1932
Les eleccions legislatives sueques del 1932 es van celebrar els dies 17 i 18 de setembre de 1932. El Partit Socialdemòcrata Suec va seguir sent el partit més nombrós, guanyant 104 escons a la Cambra Baixa del Riksdag. El partit va tornar al govern després de sis anys a l'oposició, marcant l'inici de 44 anys de govern gairebé ininterromput, amb l'única excepció dels tres mesos al 1936.
Aquesta també va ser la primera vegada que els partits socialistes van rebre una majoria absoluta del vot popular dels partits electes, tot i que el gabinet Hansson encara necessitava la cooperació entre els diferents grups per governar, ja que els partits de centredreta van guanyar 118 dels 230 escons.

## Resultats
El Partit Popular Clerical, tot i ser un partit separat, va rebre 8.911 vots o el 0,4% dels vots, però els vots van ser reassignats a la Lliga Electoral General com a resultat de la pèrdua dels seus vots per motius tàctics i van ser catalogats com a vots de la Lliga o "de dretes" en els resultats finals oficials. Cap membre del KF va ser elegit, cosa que significava que la Lliga Electoral cobria tota la delegació de dretes. Per tant, es pot atribuir correctament a la Lliga tant el 23,1% com el 23,5% dels vots totals.
|                         |                                             |           |       |           |     |  |  |  |
| Partits                 | Partits                                     | Vots      | %     | Escons    | +/− |  |  |  |
|                         | Partit Socialdemòcrata (S)                  | 1,040,689 | 41.71 | 104 / 230 | 14  |  |  |  |
|                         | Lliga Electoral General (AV)                | 585,248   | 23.46 | 58 / 230  | 15  |  |  |  |
|                         | Lliga de Pagesos (B)                        | 351,215   | 14.08 | 36 / 230  | 9   |  |  |  |
|                         | Associació Nacional de Lliurepensadors (FL) | 244,577   | 9.80  | 20 / 230  | 8   |  |  |  |
|                         | Partit Comunista (Kilbommare)               | 132,564   | 5.31  | 6 / 230   | Nou |  |  |  |
|                         | Partit Comunista (Sillénare)                | 74,245    | 2.98  | 8 / 230   | 6   |  |  |  |
|                         | Partit Liberal (S)                          | 48,722    | 1.95  | 4 / 230   | =   |  |  |  |
|                         | Partit Nacional Socialista Suec             | 15,170    | 0.61  | 0 / 230   | Nou |  |  |  |
|                         | Partit de Centre                            | 2,501     | 0.10  | 0 / 230   | Nou |  |  |  |
|                         | Altres partits                              | 175       | 0.01  | 0 / 230   | =   |  |  |  |
|                         |                                             |           |       |           |     |  |  |  |
| Vots vàlids             | Vots vàlids                                 | 2,495,106 | 99.76 |           |     |  |  |  |
| Vots blancs i invàlids  | Vots blancs i invàlids                      | 6,060     | 0.24  |           |     |  |  |  |
| Total                   | Total                                       | 2,501,166 | 100   | 230       | =   |  |  |  |
| Inscrits / participació | Inscrits / participació                     | 3,698,935 | 67.62 |           |     |  |  |  |